# Beta Serpentis
Beta Serpentis (β Ser / β Serpentis / 28 Serpentis) è un sistema stellare nella costellazione del Serpente. Si trova a 155 anni luce di distanza dal sistema solare e forma parte della corrente di stelle dell'associazione dell'Orsa Maggiore.

## Osservazione
Si individua nella parte più settentrionale della Testa del Serpente, al confine con le costellazioni di Ercole, della Corona Boreale e di Boote. Con una magnitudine di 3,65 è la quinta in ordine di luminosità all'interno della costellazione. Ciononostante, la nomenclatura di Bayer le assegna la lettera Beta, forse per la sua posizione più settentrionale.  Essendo posta circa 15° a nord dell'equatore celeste, Beta Serpentis è una stella dell'emisfero boreale. Tuttavia tale posizione la rende osservabile da tutte le regioni popolate della Terra. Il periodo più indicato per la sua osservazione nel cielo serale va da maggio a settembre.

## Caratteristiche
La stella principale, Beta Serpentis A, è una subgigante bianca di tipo spettrale A2IV di magnitudine apparente +3,65. Ha un'alta velocità di rotazione e compie un giro su sé stessa in circa 23 ore. Ha una massa 2,5 volte quella del Sole e la sua luminosità è 60 volte superiore.
Beta Serpentis B è una nana arancione di tipo spettrale K3V, di magnitudine +9,9 e separata fisicamente dalla principale di 1500 U.A., con un periodo orbitale superiore ai 31.000 anni, mentre una terza componente, Beta Serpentis C, anch'essa una nana arancione di undicesima magnitudine, dista dal centro di massa del sistema oltre 9.500 U.A. e il periodo orbitale è superiore ai 500.000 anni.
A mezzo grado dalla tripla ABC è osservabile la stella HD 140665, di magnitudine +8,17. Essendo distante 151 ± 10 anni luce, è verosimile che essa faccia parte del sistema di Beta Serpentis. HD 140665 è a sua volta una stella doppia, formata da una stella di classe spettrale G0 e da una meno massiccia stella di classe spettrale K. La coppia è separata da almeno 285 U.A. e compie un'orbita intorno al comune centro di massa in almeno 3700 anni. Se fosse davvero legata gravitazionalmente alla tripla ABC, Beta Serpentis sarebbe quindi un sistema quintuplo.

## Nella cultura
Beta Serpentis era uno dei membri dell'asterismo arabo al-Nasaq al-Sha'āmī, "La linea settentrionale" di al-Nasaqān ("Le due linee"), assieme a β Herculis (Kornephoros), γ Herculis (Hejian, Ho Keen) e γ Serpentis (Zheng, Ching).
Secondo il catalogo stellare riportato nel Technical Memorandum 33-507 - A Reduced Star Catalog Containing 537 Named Stars, al-Nasaq al-Sha'āmī o Nasak Shamiya era un nome posseduto da tre stelle: β Ser, conosciuta come Nasak Shamiya I, γ Ser come Nasak Shamiya II e γ Her come Nasak Shamiya III (viene pertanto esclusa β Her).
In cinese 天市右垣 (zTiān Shì Yòu Yuán), avente significato il muro destro del recinto del mercato celeste, si riferisce a un asterismo che rappresenta undici Stati dell'antica Cina e che comprende, oltre a β Serpentis, β Herculis, γ Herculis, κ Herculis, γ Serpentis, δ Serpentis, α Serpentis, ε Serpentis, δ Ophiuchi, ε Ophiuchi e ζ Ophiuchi. Di conseguenza, β Serpentis è chiamata 天市右垣五 (Tiān Shì Yòu Yuán wu), cioè la quinta stella del muro destro del recinto del mercato celeste. Inoltre, essa rappresenta la dinastia Zhou, assieme a η Capricorni e 21 Capricorni, nella costellazione cinese della Ragazza.